# Martinsburg, Pennsylvania
Martinsburg là một thị trấn thuộc quận Blair, tiểu bang Pennsylvania, Hoa Kỳ. Năm 2010, dân số của thị trấn này là 1958 người.